# House of Cards (amerikansk tv-serie)
 "House of Cards" omdirigeres hertil. For andre betydninger af House of Cards, se House of Cards (flertydig).
House of Cards er en amerikansk tv-serie udviklet og produceret af Beau Willimon. Det er en genindspilning af den tidligere mini tv-serie fra BBC af samme navn, der var baseret på en roman af Michael Dobbs. Hele første sæson af tv-serien med i alt 13 afsnit blev offentliggjort den 1. februar 2013 på streaming-tjenesten Netflix. En ny sæson med 13 afsnit udkom den 14. februar 2014 og blev taget godt imod af anmelderne. 3. sæson udkom i februar 2015.
Serien foregår i nutidens Washington, D.C., og omhandler det demokratiske kongresmedlem Frank Underwood (spillet af Kevin Spacey), der fungerer som gruppeformand ("chief whip") for den demokratiske gruppe i Repræsentanternes Hus. Efter præsidentvalget bliver han vraget som udenrigsminister i den nye regering, og han beslutter at hævne sig på dem, der forrådte ham i processen. I serien medvirker tillige Robin Wright, Kate Mara og Corey Stoll i de centrale roller.

## Medvirkende
- Kevin Spacey som Francis "Frank" J. Underwood
- Robin Wright som Claire Underwood; Francis' hustru
- Kate Mara som Zoe Barnes, en journalist på The Washington Herald (senere Slugline), der indgår en hemmelig aftale med Frank Underwood om at modtage insider information
- Corey Stoll som Peter Russo, et demokratisk medlem af Repræsentanternes Hus
- Michael Kelly som Doug Stamper, Underwood's medarbejder og senere stabschef
- Sakina Jaffrey som Linda Vasquez, Præsidentens chef for det Hvide Hus
- Kristen Connolly som Christina Gallagher, en medarbejder i Kongressen, der har et hemmeligt forhold til Peter Russo
- Constance Zimmer som Janine Skorsky, journalist på The Washington Herald (senere Slugline) der bliver mistroisk overfor Zoe's succes.
- Lars Mikkelsen (3. sæson), Ruslands præsident

## Modtagelse
Seriens første afsnit har modtaget positive anmeldelser fra kritikerne.